# Joseph Delteil (spéléologue)
Pour l’article homonyme, voir Joseph Delteil (poète).

Joseph Delteil , né le 21 mars 1909 à Soula en Ariège et mort le 7 novembre 1979 à Foix, est un spéléologue français.

## Biographie
Joseph Delteil pratique le métier de menuisier.
En 1935, il participe à l'exploration de la rivière souterraine de Labouiche, mettant au jour 3 800 mètres de réseau actif. En 1943, puis en 1946-47, il participe également aux côtés de Marcel Loubens et de Norbert Casteret à l'exploration du gouffre de la Henne Morte, à Herran.
Son nom est donné au puits de 130 mètres situé au fond du gouffre Raymonde, gouffre majeur du Réseau Félix Trombe.

## Reportage
En 1958, Joseph Delteil, avec Norbert Casteret et sa fille Raymonde ainsi que José Bidegain et Georges Lépineux participent au premier reportage télévisé en direct d’une grotte à Bédeilhac (Ariège) présenté par Georges de Caunes.

## Sources et références
- « Les grandes figures disparues de la spéléologie française », Spelunca (Spécial Centenaire de la Spéléologie), no 31,‎ juillet-septembre 1988, p. 45 (lire en ligne)
- Damien Delanghe, « Médailles et distinctions honorifiques » (document PDF), Les Cahiers du CDS, no 12, mai 2001.
- Association des anciens responsables de la fédération française de spéléologie : In Memoriam.
- N. Casteret, « Joseph Delteil (1909-1979) », Spelunca, Paris, 1980 (1), p. 6, 1 photographie.
- G. Jauzion, In memoriam Joseph Delteil, in Bulletin de la Société méridionale de spéléologie et de préhistoire, t. XX, 1980, p. 3.